# NGC 5498
NGC 5498 is een elliptisch sterrenstelsel in het sterrenbeeld Ossenhoeder. Het hemelobject werd op 9 mei 1882 ontdekt door de Franse astronoom Édouard Jean-Marie Stephan.

## Synoniemen
- UGC 9075
- MCG 4-33-43
- ZWG 132.80
- ZWG 133.3
- PGC 50639